# 123ª Squadriglia radar remota
La 123ª Squadriglia radar remota (123ª Sq.R.R.) (callsign:  Mirto) è un ente dell'Aeronautica Militare situato nella base interforze di Capo Frasca, nel comune di Arbus (provincia del Sud Sardegna), precedentemente noto come  23º Gruppo radar dell'Aeronautica Militare (23º Gr.R.A.M.). Essa opera con compiti di sorveglianza dello spazio aereo di pertinenza attraverso la scoperta, l'inizializzazione, l'identificazione e il tracciamento dei vettori aerei.
Nell'ottica di un ridimensionamento delle risorse destinate all'Aeronautica nel decennio 2013-2024 la stazione radar è stata remotizzata, ed è posta alle dipendenze della 4ª Brigata telecomunicazioni e difesa aerea di Borgo Piave (LT).
La Squadriglia è dotata di un datalink collegato con le sale operative del GRCDA di Poggio Renatico (FE) e del 22º Gruppo radar di Licola (NA) ai quali trasmette i dati di avvistamento e tracciamento dei velivoli acquisiti.
Suo compito principale è informare le sale operative della Difesa Aerea e i caccia del RSSTA (Reparto sperimentale e di standardizzazione al tiro aereo) di Decimomannu la situazione dello spazio aereo di competenza, e garantire le necessarie comunicazioni terra-bordo-terra. Per le proprie attività, gode del supporto logistico-amministrativo del RSSTA, da cui è poco distante.

## Storia
Antesignano della 123ª Squadriglia è il Distaccamento Aeroportuale di Torre Grande, che fin dai primi anni 1960 assolveva i compiti di sorveglianza aerea per i poligoni del RSSTA di Decimomannu.
Nel 1982 la stazione fu trasferita nella attuale sede, nel poligono di Capo Frasca, e l'insediamento venne equipaggiato con radar di ricerca AN/FPS-8 e un radar di quota AN/FPS-6.
Nel 1989, chiuso il Distaccamento, nacque il 23º Gruppo radar Poligono di Capo Frasca, che ereditò il compito di fornire informazioni ai poligoni del RSSTA e a cui venne assegnato il servizio di difesa aerea attraverso la dotazione di un radar 3D MRCS-403.
Nel 1996, in seguito a un'ampia ristrutturazione della forza armata, il 23º Gr.R.A.M. fu dotato del radar AN/TPS-117, che è ancora in funzione.
Ufficialmente la 123ª Squadriglia radar remota nasce il 1º giugno 1998 dal disciolto 23° Gr.A.M.-Poligono per il soddisfacimento delle esigenze di ammodernamento delle strutture terrestri di difesa aerea. Dalla remotizzazione delle attività, il controllo e la gestione del traffico aereo nei pressi del poligono RSSTA vengono svolte dalla sala controllo caccia dell'aeroporto di Decimomannu, che riceve i dati dalla Squadriglia radar.
Inoltre la Squadriglia supporta contestualmente il comando di Decimomannu nell'addestramento del personale navigante nelle attività simulazione ACMI (Air Combat Maneuvering Instrumentation) e di tiro aria-terra svolte nell'area D40 e nel poligono di Capo Frasca.